# Садибакасов Кемель Аманович
Кемель Аманович Садибакасов (24 грудня 1924, село Бистровка (Кечі-Кемень), тепер місто Кемін Кемінського району Чуйської області, Киргизстан — 1982, селище Бистровка, тепер місто Кемін Кемінського району Чуйської області, Киргизстан) — радянський киргизький державний діяч, 1-й секретар Тянь-Шаньського обласного комітету КП Киргизії, голова Ошського промислового облвиконкому. Депутат Верховної ради Киргизької РСР. Депутат Верховної ради СРСР 6-го скликання.

## Життєпис
Народився в селянській родині.
З листопада 1942 по вересень 1945 року — в Червоній армії, учасник німецько-радянської війни . Служив старшим розвідником управління 2-го дивізіону 279-го гвардійського легкого артилерійського полку 23-ї гвардійської легкої артилерійської бригади 5-ї артилерійської дивізії Резерву головного командування. Воював на Центральному, 1-му Білоруському фронтах.
Член ВКП(б) з 1944 року.
З 1945 року — на комсомольській роботі в Киргизькій РСР.
У 1946—1948 роках — слухач Вищої партійної школи при ЦК ВКП(б) у Москві.
У 1948—1950 роках — секретар Ошського обласного комітету ЛКСМ Киргизії.
Закінчив Киргизький державний університет.
У 1950—1954 роках — секретар ЦК ЛКСМ Киргизії.
У 1954—1956 роках — слухач Вищої партійної школи при ЦК КПРС у Москві.
У 1956—1960 роках — завідувач відділу Тянь-Шаньського обласного комітету КП Киргизії, 1-й секретар Куланакського районного комітету КП Киргизії Тянь-Шаньської області, 1-й секретар Ат-Башинського районного комітету КП Киргизії Тянь-Шаньської області.
У 1960 — грудні 1962 року — 1-й секретар Тянь-Шаньського обласного комітету КП Киргизії.
У січні 1963 — грудні 1964 року — голова виконавчого комітету Ошської промислової обласної ради депутатів трудящих.
10 лютого 1965 — 3 березня 1966 року — начальник Центрального статистичного управління при Раді міністрів Киргизької РСР.
На 1966—1970 роки — начальник Управління птахівницької промисловості Киргизької РСР.
Подальша доля невідома.
Помер у 1982 році.

## Звання
- єфрейтор
- майор

## Нагороди
- орден Вітчизняної війни ІІ ст. (5.12.1944)
- орден Червоної Зірки (27.11.1943)
- три ордени «Знак Пошани»
- орден Слави ІІ ст. (18.05.1945)
- орден Слави ІІІ ст. (29.06.1944)
- медаль «За відвагу» (29.06.1944)
- медаль «За перемогу над Німеччиною у Великій Вітчизняній війні 1941—1945 рр.» (1945)
- медаль «За визволення Варшави» (1945)
- медаль «За взяття Берліна» (1945)
- медалі